# Hesperophanes andresi
Hesperophanes andresi es una especie de escarabajo longicornio del género Hesperophanes, tribu Hesperophanini, orden Coleoptera. Fue descrita científicamente por Sama y Rapuzzi en 2006.
El período de vuelo ocurre durante los meses de junio y julio.

## Descripción
Mide 14-24 milímetros de longitud.

## Distribución
Se distribuye por Egipto.